# توجيبي
توجيبي (بالإنكليزية:Togepi) هو مرافق ميستي في مسلسل بوكيمون.